# Harmonograph
Ein Harmonograph ist ein mechanisches Gerät, das zwei überlagerte harmonische Schwingungen in einen Kurvengraphen (eine Lissajous-Figur) umsetzt. Harmonographen dienen vorwiegend zur Demonstration und Technikvermittlung. Technische Anwendungen haben sie im Unterschied zum Oszilloskop, mit denen oft neben Anderem auch Lissajous-Figuren gezeigt werden, kaum.
Ein häufig angewendeter einfacher Aufbau ist das Zeichnen mittels eines an einer pendelnden Masse befestigten Stiftes in eine Sandfläche, über der die Masse mit Stift pendelt. Will man zwei Schwingungen mit unterschiedlicher Frequenz kombinieren, kann man den Sand auf einem ebenfalls pendelnden Teller aufbringen. Möglich ist auch, die Spur mit aus der pendelnden Masse ausrinnendem Sand (linkes Bild) oder Tinte zu zeichnen, wobei die Schwingungen weniger gebremst werden. Andere Harmonographen benutzen einen auf Papier zeichnenden Schreibstift.

## Galerie

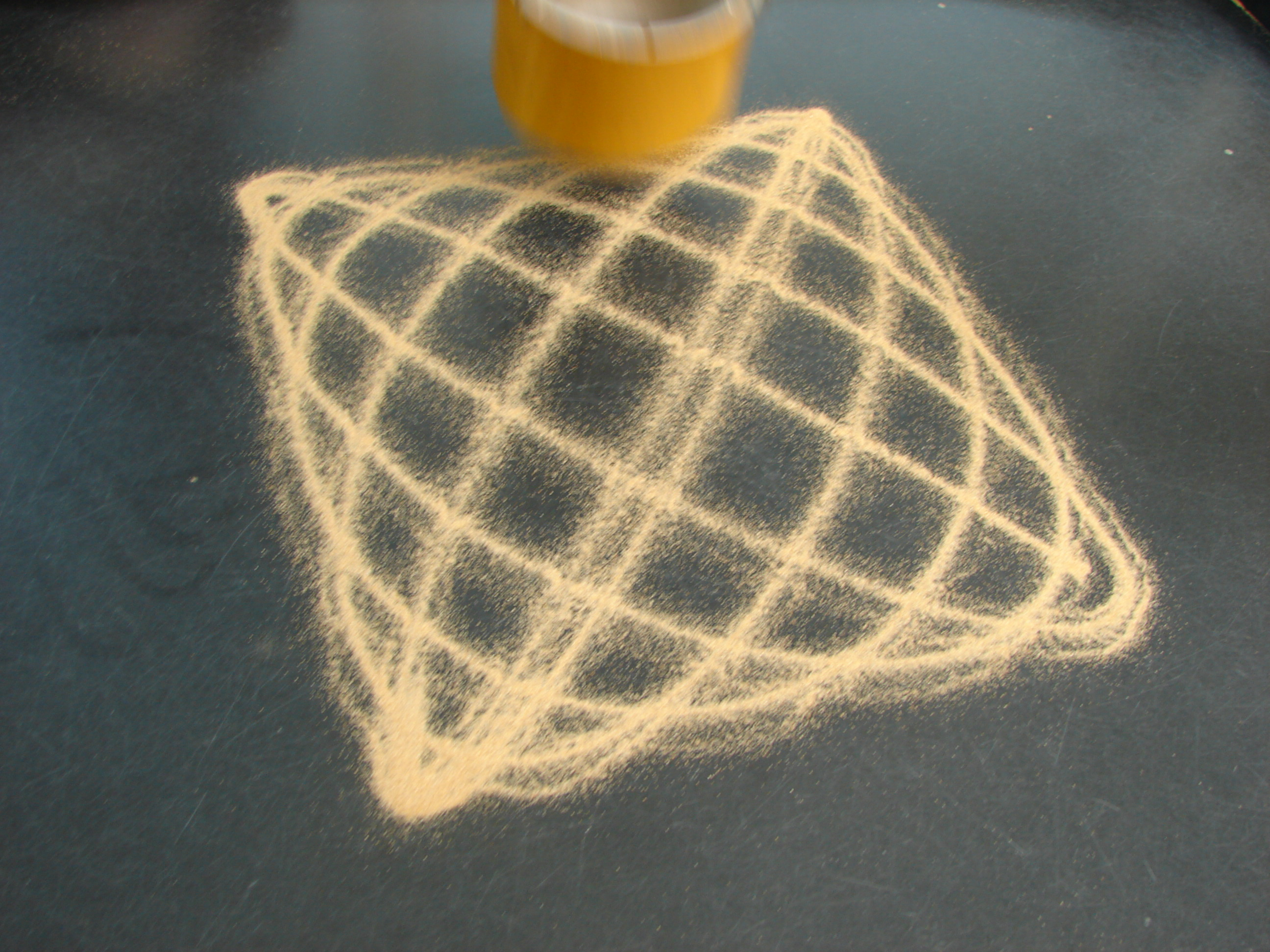
Ein Harmonograph mit einem an einem Seil pendelnden Behälter, aus dem Sand rieselt. Mehrere in getrennten Versuchen erzeugte Lissajous-Figuren.
- Ein Harmonograph mit pendelnder Schreibfläche und stillstehendem Schreibstift. Die Schwingungen sind nicht harmonisch und haben nicht genau ganzzahlige Frequenzverhältnisse.
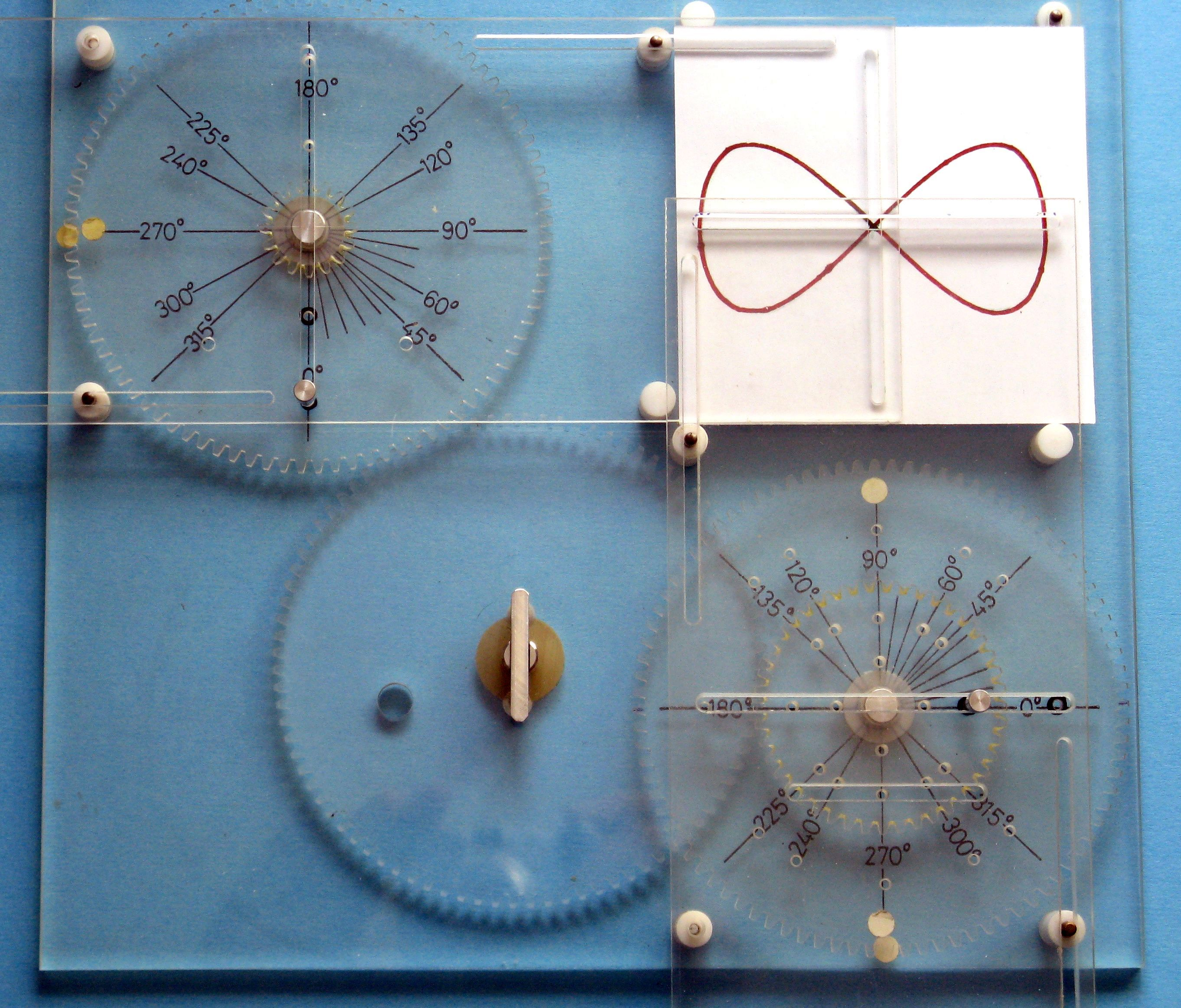
Zwei Platten schwingen harmonisch im Frequenz-Verhältnis 2:1 rechtwinklig zueinander. Der Antrieb erfolgt durch Kurbelschleifen. Die Kreuzungsstelle zweier Schlitze bewegt sich auf einer Lissajous-Figur, registrierbar mit durchgestecktem Schreibstift.